# Aeroportul Burlington
Aeroportul Burlington (IATA: BTV, ICAO: KBTV, FAA LID: BTV) este un aeroport din Burlington, Comitatul Chittenden, Vermont, Vermont, Statele Unite ale Americii ce deservește zona Burlington. Aeroportul a fost tranzitat în 2019 de 1.374.872 de pasageri. A fost numit după zona deservită.
Situat la o altitudine de 102 m, aeroportul dispune de 2 piste.

## Infrastructură

### Piste
Aeroportul dispune de 2 piste. Pista 01/19 are suprafața de asfalt și dimensiunile 4.112 picioare × 75 picioare. Pista 15/33 are dimensiunile 8.319 picioare × 150 picioare. 